# Edifício Sonangol

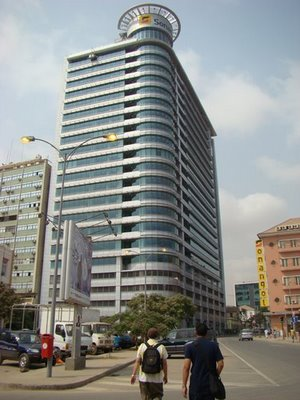
Edifício Sonangol in Luanda

Das Edifício Sonangol ist ein postmodernes 22-stöckiges Bürohochhaus in der angolanischen Hauptstadt Luanda und gleichzeitig das Flaggschiff-Symbol für den Wiederaufbau Luandas nach 27 Jahren Bürgerkrieg. Es ist Hauptsitz des staatlichen Erdölunternehmens Sonangol.
Das aus Glas, Stahl und Beton verstärkte Hochhaus wurde Ende 2004 begonnen und im Juni 2008 offiziell eröffnet und ist mit 95,5 Metern Dachunterkante, derzeit das höchste Gebäude in Angola. Federführend war ein südkoreanisches Architekturbüro. Bauausführung lag in den Händen der portugiesischen Baufirma Soares da Costa. Es liegt an der Rua Rainha Ginga/Rua do 1 °Congresso do MPLA, in der Baixa von Luanda. Die Baukosten betrugen ca. 90 Mio. US-Dollar.